# CA-125
CA-125 és una glicoproteïna (mucina) d'alt pes molecular (>200 KD), la qual es troba altament expressada a la superfície cel·lular de l'epiteli celòmic durant el desenvolupament embrionari i en les cèl·lules epitelials de moltes malignitats ovàriques. El CA-125 se sintetitza en diferents epitelis i per tant, no és un antigen específicament tumoral.

## Marcador tumoral
El Ca-125 és el marcador tumoral estàndard que s'utilitza per observar les dones durant o després del tractament pel càncer epitelial dels ovaris (el tipus de càncer d'ovari més comú). Els nivells normals a la sang generalment són menors a 35 u/ml (unitats per mil·lilitre). Més del 90% de les dones tenen nivells elevats de CA-125 quan el càncer està avançat. Si el nivell de CA-125 és elevat al moment del diagnòstic, els canvis en aquest nivell poden utilitzar-se durant el tractament per tenir una idea de la seva efectivitat. Els nivells també són elevats en la meitat de les dones, en les quals el càncer no se'ls ha estès més enllà de l'ovari. Per aquesta raó, el CA-125 s'ha estudiat com una prova de detecció. El problema com a prova de detecció és que encara deixaria de detectar molts càncers en estat inicial, i d'altra banda, problemes diferents al càncer ovàric poden generar un nivell elevat de CA-125. Per exemple, sol ser elevat en dones amb fibroides uterines o endometriosi (presència de cèl·lules uterines en llocs atípics).
No totes les dones amb nivells elevats de CA-125 tenen càncer ovàric. Els nivells de CA-125 també poden augmentar pels càncers del coll i cos d'úter, pàncrees, fetge, còlon, pit, pulmó i del tracte digestiu.

## Elevació del CA-125 en altres processos
Els trastorns no cancerosos que poden causar augment als nivells de CA-125 són l'endometriosi, la malaltia inflamatòria pelviana, peritonitis, pancreatitis, malaltia del fetge i qualsevol trastorn que inflami la pleura (el teixit que envolta als pulmons i recobreix la cavitat del pit). La menstruació i l'embaràs també poden causar un augment de CA-125. Els marcadors tumorals són substàncies, antigèniques o no, produïdes per cèl·lules tumorals i amb expressió en sang, fluids o teixits en quantitat suficient per a la seva determinació. Poden tenir utilitat en la detecció, diagnòstic, pronòstic i tractament de diferents processos neoplàstics, segons la seva sensibilitat, especificitat i valors predictius.
Són pocs els que es comporten com marcadors ideals, pel que només uns quants s'utilitzen a la pràctica clínica. Per aquest motiu, el CA-125 presenta limitacions a la pràctica clínica per problemes de sensibilitat (falsos negatius) i d'especificitat (falsos positius).
La principal utilitat clínica del CA-125 resideix en el seguiment clínic de les pacients amb carcinoma d'ovari després de la remissió clínica completa per a la detecció precoç de recidives. Diferents processos benignes poden cursar amb elevacions falsament positives del marcador CA-125 com les patologies hepàtiques (cirrosi, hepatitis crònica, hepatitis granulomatosa), processos amb afectació serosa (embassament pleural, embassament pericardíac, tuberculosis peritoneal, síndrome de Meigs, col·lagenosi, etc.), patologia ginecològica no maligna (endometriosis, salpingitis, miomes, quists i tumors benignes d'ovari, etc.), processos fisiològics de l'endometri (primer trimestre de l'embaràs, postpart i menstruació), sarcoïdosis, colitis, diverticulitis, pancreatitis i després dels tres primers mesos de cirurgia abdominal.
L'afectació de seroses (pleuritis, ascites, pericarditis), sigui benigna o maligna, pot ser la causa de l'augment del CA-125 i no requerir més avaluació dintre d'un context clínic compatible. És per això que alguns autors suggereixen que davant nivells elevats de CA-125, en presència d'un vessament pleural en insuficiència cardíaca o d'ascites en cirrosi, especialment si no s'acompanya d'elevació d'altres marcadors tumorals, no necessitaria estudis addicionals.

## Bioquímica del CA-125
La molècula CA125 és una glicoproteïna d'alt pes molecular que estructuralment es compon
d'un domini petit transmembrana i un domini glicosilat major de localització extracel·lular, compost de 60 repeticions d'aminoàcids, a on s'uneixen els anticossos OC125 i M11, que són els anticossos utilitzats per a la detecció de CA-125 incorporant l'anticòs M11 per la seva captura i l'anticòs OC-125 per la seva detecció, ja que detecten epítops diferents. Proteïna MUC16 es compon d'una regió de repetició de tàndem central, domini N-terminal i domini terminal de carboxil. La MUC16 proteïna òssia està dominada per la regió de repetició de tàndem, que té més de 60 repeticions, cada un, compost per 156 aminoàcids. Les unitats de repetició són riques en residus de serina, treonina i prolina. Els epítops d'anticossos anti-AFP (OC125 y M11) es creu que estan presents en una regió de petits anells de cisteïna presents en la regió de repetició de tàndem de MUC16.
El domini carboxil terminal té 284 aminoàcids i pot dividir-se en tres regions diferents: cua extra cel·lular, transmembrana i citoplasmàtica. La part extracel·lular del domini carboxil terminal té molts llocs de N-glicosilació i alguns llocs o glicosilació. La cua citoplasmàtica MUC16 té 31 aminoàcids i té molts llocs de fosforilació possibles. Curiosament, CA125 conté un lloc de fosforilació de tirosina (RRKKEGY), que primer fou reconegut en proteïna de la família Src. Recentment, s'ha demostrat que la cua citoplasmàtica MUC16, que conté una seqüència d'aminoàcids polibàsics, interacciona amb el citoesquelet a través de les proteïnes d'unió a actina ERM (ezrin/radixin/moesin).

## Evolució del CA-125
Aquest antigen es va descobrir en 1981 utilitzant anticossos monoclonals murins, desenvolupats com a resposta immunològica a una línia cel·lular de carcinoma d'ovari. Mostra valors elevats en un 90% de les pacients amb càncer d'ovari. El nivell preoperatori del CA-125 es considera un important factor pronòstic a l'estadi I del càncer d'ovari, sent fins i tot considerat com el més poderós indicador pronòstic per a la supervivència en l'anàlisi multivariant. Al càncer d'ovari avançat, el valor preoperatori del CA-125 no sembla tenir la mateixa correlació amb la supervivència, però el descens de les seves xifres durant els primers cicles de la quimioteràpia, sí que és un important predictor de l'evolució de les malaltes. La vida mitjana del CA-125 és de quatre a set dies, com més prolongat resulta el seu aclariment en el sèrum, pitjor és el pronòstic. En concret, diversos estudis relacionen la disminució de la supervivència amb la vida mitjana de CA-125 superior a 20 dies.
Aquest marcador es troba al 50% de les pacients amb estadi I i al 90% amb estadi II, i és el que ha provocat interès en el seu ús per a la detecció precoç del carcinoma d'ovari. Quan s'estudia de forma aïllada, la seva especificitat disminueix.